# Nevada (Spanyolország)
Nevada település Spanyolországban, Granada tartományban. Nevada Aldeire, Alcolea, Ugíjar, Válor, Ferreira és Bayárcal községekkel határos. Lakosainak száma 1096 fő (2024).

## Népesség
A település népessége az elmúlt években az alábbi módon változott:
| Lakosok száma | 1350 | 1228 | 1179 | 1174 | 1165 | 1149 | 1106 | 1050 | 1116 | 1096 |
|               | 2001 | 2004 | 2006 | 2009 | 2011 | 2014 | 2016 | 2019 | 2021 | 2024 |